# Bathophilus nigerrimus
Bathophilus nigerrimus – gatunek głębinowej ryby z rodziny wężorowatych (Stomiidae).